# Dungeon Siege: W imię króla

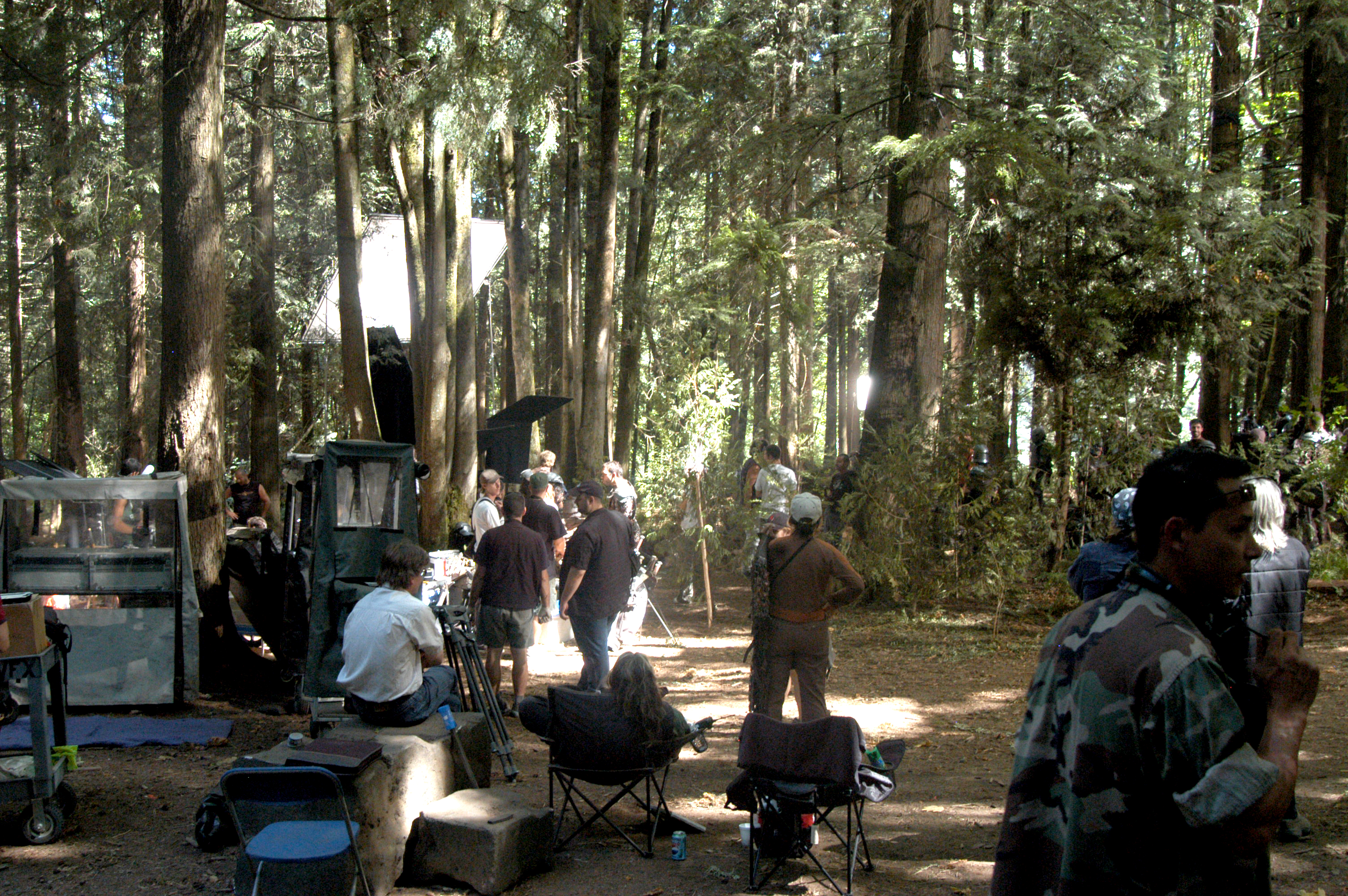
Zdjęcia do filmu

Dungeon Siege: W imię króla (ang. In the Name of the King: A Dungeon Siege Tale) – amerykański film przygodowy, z 2007 roku w reżyserii Uwego Bolla. Film powstał na podstawie gry komputerowej Dungeon Siege. W 2011 roku film doczekał się kontynuacji W imię króla II: Dwa światy.

## Fabuła
Królestwo Ebb zostaje zaatakowane przez hordy okrutnych Krogów. Dotychczas prymitywni, zaczęli stanowić nagłe zagrożenie dla królestwa – Na czele potworów staje potężny mag Gallian (Ray Liotta), który obdarzył je inteligencją. Tymczasem gdzieś na obrzeżach królestwa w okolicach miasta Stonebridge wiedzie spokojny żywot człowiek nazywany przez wszystkich Farmerem (Jason Statham). Pewnego dnia miasto zostaje zaatakowane przez Krogi. Syn Farmera zostaje zabity, a żona uprowadzona. Farmer wyrusza więc na ratunek wraz z przyjacielem Norickiem i bratem żony. Nim uratuje żonę, będzie zmuszony stanąć przeciwko armii Galliana, w międzyczasie zyskując wsparcie w postaci armii królewskiej, a także leśnych nimf, którym przewodzi Elora (Kristanna Loken). Sam Farmer okazuje się mieć królewskie korzenie.

## Obsada
- Jason Statham – Farmer
- Ray Liotta – Gallian
- Kristanna Loken – Elora
- Claire Forlani – Solana
- Leelee Sobieski – Muriella
- Burt Reynolds – Król Konreid
- John Rhys-Davies − Merrick
- Ron Perlman – Norick
- Matthew Lillard – Książę Fallow
- Tania Saulnier – Talwyn
- Gabrielle Rose – Delinda
- Kelly Terence – Trumaine
- Colin Ford – Zeph